# Pyrapractus fairmairei
Pyrapractus fairmairei là một loài bọ cánh cứng trong họ Cebrionidae. Loài này được Fleutiaux miêu tả khoa học năm 1929.